# 베트콩 (비디오 게임)
《베트콩》(Vietcong)은 페트로돈과 일루션 소프트웍스에 의해 개발되고, 게더링 오브 디벨로퍼스에 의해 2003년 4월에 발매된 베트남 전쟁을 배경으로 하는 1인칭 슈팅 게임이다.
2005년 10월에 후속작으로 시가지 전투를 주제로 한 베트콩 2가 발매되었다.

## 개요
플레이어는 게임의 주인공인 스티븐 호킨스의 역할을 맡아, 베트남 전쟁이 한창인 1967년 10월 13일자로 캄보디아 국경에 가까이에 위치한 5특수부대군의 “누이 펫(Nui Pek)” 기지에 배속된다. 그는 KIA 처리된 워렌 더글러스 중사의 후임자로서 A-216 강습 부대의 분대장으로 임명되어, 갖가지의 임무를 수행하게 된다.
게임은 발매후 콘솔 게임기로도 이식되었는데, 퍼플 헤이즈(Purple Haze)란 부제목을 달고 있다. 2004년 2월 4일에 발매된 확장팩인 피스트 알파(Fist Alpha)를 포함하고 있으며, 피스트 알파보다 좀 더 빠른 1월 28일에 발매되었다.

## 등장인물
스티브 R. 호킨스(Steve R. Hawkins) 중사
1939년 10월 12일생, 노스캐롤라이나주 윌밍턴 출신으로 《베트콩》의 주인공이다. 작전 중 전사한 A-216 강습 부대장인 워렌 더글러스 중사의 후임자이다.
C.J. 혼스터(C.J Hornster) 하사
1939년 1월 18일생, 메인주 오거스타 출신의 저돌적인 분대지원화기 사수이다.
피터 제임스 디포트(Peter James Defort) 하사
1944년 12월 21일생, 뉴욕 시 출신으로. 무전병을 맡고 있다.
조 크로커(Joe Crocker) 하사
1943년 5월 17일생, 캘리포니아주 샌프란시스코 출신으로, 스텐포드 의과대학을 자퇴하고 군에 입대하였다. 의무병으로서 부상당한 전우를 치료한다.
르 듀이 넛(Le duy Nhut) 병장
1930년 8월 21일생. 베트남 현지인으로 분대에서 첨병과 통역을 맡는다. 공산주의를 매우 증오하고 있다.
토머스 브론슨(Thomas Bronson) 중사
1940년 4월 1일생. 아프리카계 미국인으로 미시간주 디트로이트 근처의 빈민가 출신의 공병이다. 브론슨에게서 탄약을 공급받을 수 있다.
워렌 더글러스(Warren Douglas) 중사
제2차 세계 대전에서 노르망디 상륙작전에 참전하여 오마하 해변에서 살아남았고, 로젠필드 대위의 지휘아래에 한국 전쟁에도 참전한 베테랑 군인이다. 스티븐의 전임자로 누이 펫 기지가 세워지면 전역 할 예정이었지만, 피스트 알파 작전을 마치고 귀환하던 도중에 베트콩 농민이 쏜 AK-47에 저격당해 전사하였다.
응우옌 함(Nhan Nguyen)
르 듀이 넛의 전임자, 1967년 5월 15일 이른 아침을 틈탄 베트콩의 기지 습격에서 부상입었으나, 악화되어 사망하였다.

## 평가
| 평가 |        |
| --- | ------ |
| 통합 점수 통합사 점수 메타크리틱 74/100 [ 1 ] 평론 점수 평론사 점수 CGW [ 2 ] 에지 5/10 [ 3 ] 유로게이머 7/10 [ 4 ] 게임 레볼루션 C+ [ 5 ] 게임스팟 7.9/10 [ 6 ] 게임스파이 [ 7 ] 게임존 8/10 [ 8 ] IGN 7/10 [ 9 ] PC 포맷 87% [ 10 ] PC 게이머 (US) 70% [ 11 ] Maxim 8/10 [ 12 ] |        |
| 통합 점수 |        |
| 통합사 | 점수   |
| 메타크리틱 | 74/100 |
| 평론 점수 |        |
| 평론사 | 점수   |
| CGW | [ 2 ]  |
| 에지 | 5/10   |
| 유로게이머 | 7/10   |
| 게임 레볼루션 | C+     |
| 게임스팟 | 7.9/10 |
| 게임스파이 | [ 7 ]  |
| 게임존 | 8/10   |
| IGN | 7/10   |
| PC 포맷 | 87%    |
| PC 게이머 (US) | 70%    |
| Maxim | 8/10   |